# Perilampus seyrigi
Perilampus seyrigi is een vliesvleugelig insect uit de familie Perilampidae. De wetenschappelijke naam is voor het eerst geldig gepubliceerd in 1952 door Risbec.